# Tayfun Cora
Tayfun Cora (Trabzon, 5 dicembre 1983) è un ex calciatore turco, di ruolo difensore.

## Palmarès

### Club

#### Competizioni nazionali
- Coppa di Turchia: 3

Trabzonspor: 2002-2003, 2003-2004, 2009-2010
- Supercoppa di Turchia: 1

Trabzonspor: 2010

#### Competizioni internazionali
- Uhrencup: 1

Trazbonspor: 2005